# قشلاق أمير خانلو بل رحمان
قشلاق أمير خانلو بل رحمان هي قرية في مقاطعة بارس أباد، إيران. عدد سكان هذه القرية هو 123 في سنة 2006.